# Hespérie du brome
Carterocephalus palaemon
Pour les articles homonymes, voir Échiquier (papillon) et Brome (homonymie).
Espèce
L’Hespérie du brome, Échiquier ou Hespérie échiquier (Carterocephalus palaemon ) est une espèce de lépidoptères (papillons) de la famille des Hesperiidae, de la sous-famille des Heteropterinae et du genre Carterocephalus.

## Description
L'Hespérie du brome est un papillon de taille moyenne dont l'envergure varie de 19 mm à 34 mm. Le dessus est marron assez foncé orné de taches rectangulaires orange lui ayant donné son nom d'Échiquier. Le revers est plus clair avec des taches blanches cernées de marron,,.

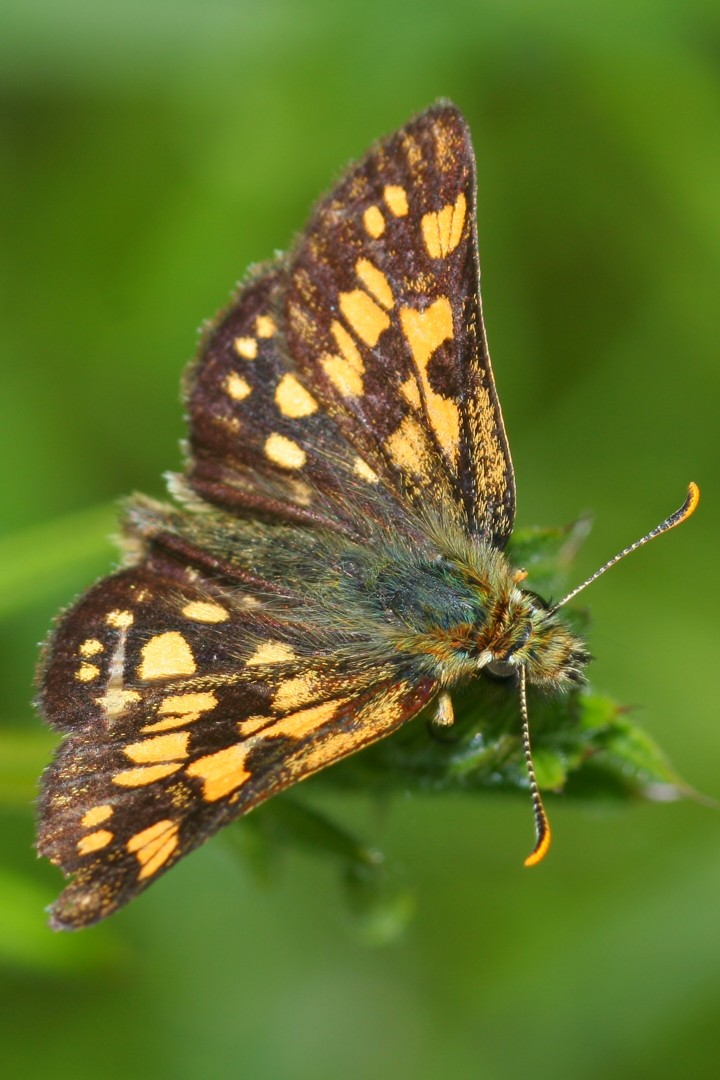
Hespérie du brome face dorsale
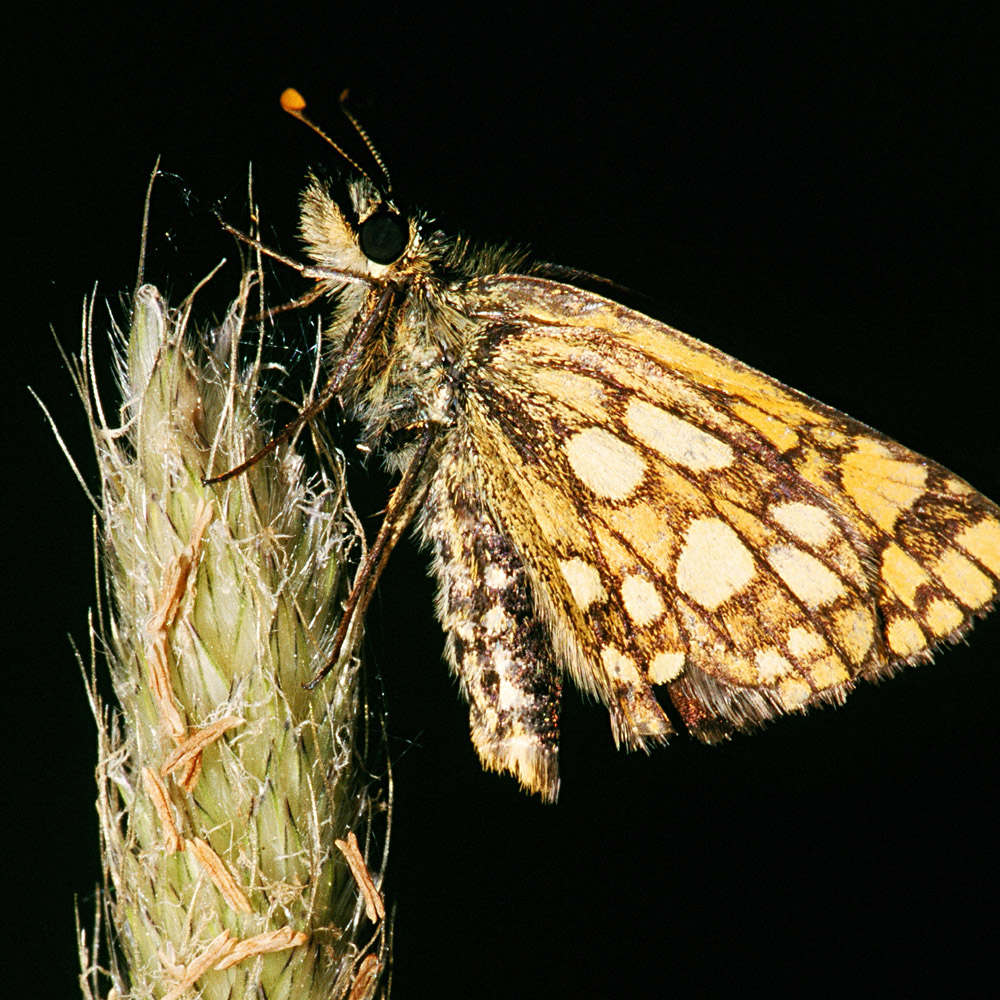
Revers
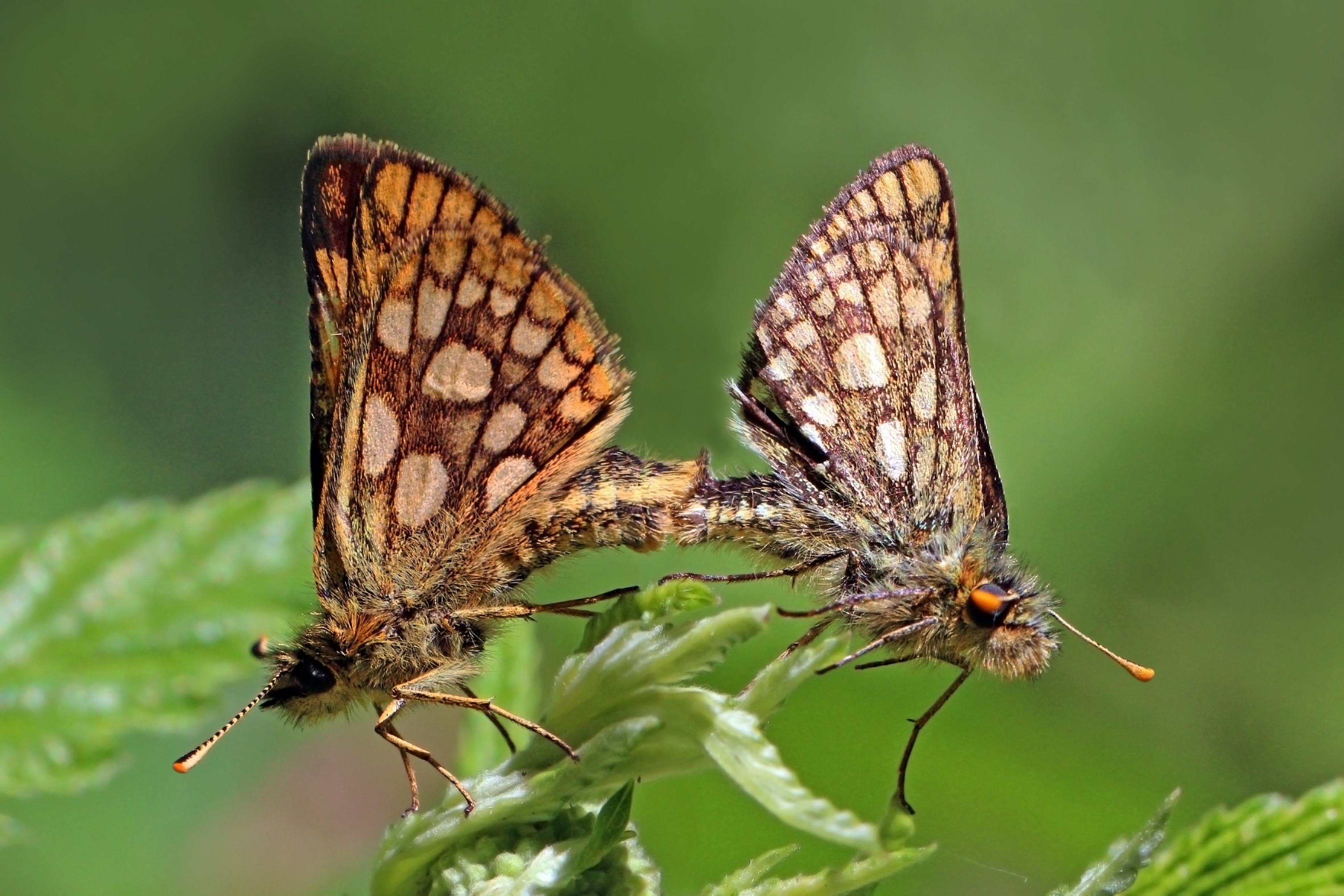
Accouplement

### Chenille
La chenille est de couleur blanc crème avec une rangée de taches noires sur les flancs.

## Biologie

### Période de vol et hivernation
L'Hespérie du brome vole en une seule génération en mai - juin à basse altitude et juin -  juillet en montagne.
Elle hiverne au stade de chenille qui se nymphose en fin d'hivernation.

### Plantes hôtes
Les plantes hôtes de sa chenille sont des poacées (graminées) : Alopecurus pratensis, Brachypodium dont Brachypodium sylvaticum et Brachypodium pinnatum, Bromus dont Bromus ramosus, Calamagrostis dont Calamagrostis purpurascens, Cynosurus cristatus, Dactylis glomerata, Molinia caerulea, Phleum pratense,.

## Écologie et distribution
L'Hespérie du brome se rencontre en Europe (sauf dans ses parties les plus au sud et les plus nordiques), dans le nord de l'Asie jusqu'au Japon, et dans le nord de l'Amérique du Nord,.
En Amérique du Nord, il est présent en Alaska, dans tout le Canada et dans le nord des États-Unis, à l'ouest jusqu'au Minnesota, en Oregon et au Wyoming, à l'est  jusqu'au Wisconsin, au Michigan et en Pennsylvanie,.
En Europe, il est présent à partir du nord de l'Espagne de l'Italie et de la Grèce jusqu'au cercle polaire mais il est absent d'Irlande, uniquement présent en Écosse et absent des États Baltes et du Danemark.
En France, il est présent sur presque tout le territoire, sauf la Corse, le pourtour méditerranéen, le Finistère et quelques départements du sud-ouest.

### Biotope
L'Hespérie du brome réside dans les clairières et les bois clairs humides.

## Systématique
Carterocephalus palaemon a été décrit par Peter Simon Pallas en 1771 sous le nom de Papilio palaemon.

### Sous-espèces
- Carterocephalus palaemon akaishianus (Fujioka, 1970); présent au Japon.
- Carterocephalus palaemon albiguttata (Christoph, 1893); présent en Sibérie.
- Carterocephalus palaemon magnus (Tilden & Emmel, 1998); présent en Californie.
- Carterocephalus palaemon mandan (Edwards, 1863); présent au Canada.
- Carterocephalus palaemon satakei (Matsumura, 1919); présent au Japon.
- Carterocephalus palaemon skada (Edwards, 1870); présent en Alaska[4].

### Noms vernaculaires
L'Hespérie du brome ou Hespérie échiquier ou Echiquier ou Palémon ou Petit Pan se nomme en anglais Chequered Skipper (Arctic Skipper ou Arctic Skipperling aux USA), et Gelbwürfeliger Dickkopffalter en allemand,.

## L'Hespérie du brome et l'Homme

### Protection
L'Hespérie du brome est une espèce protégée en région Île-de-France.

### Philatélie
Le Bénin a émis en 1998 un timbre avec Carterocephalus palaemon.